# بهداشت قاعدگی

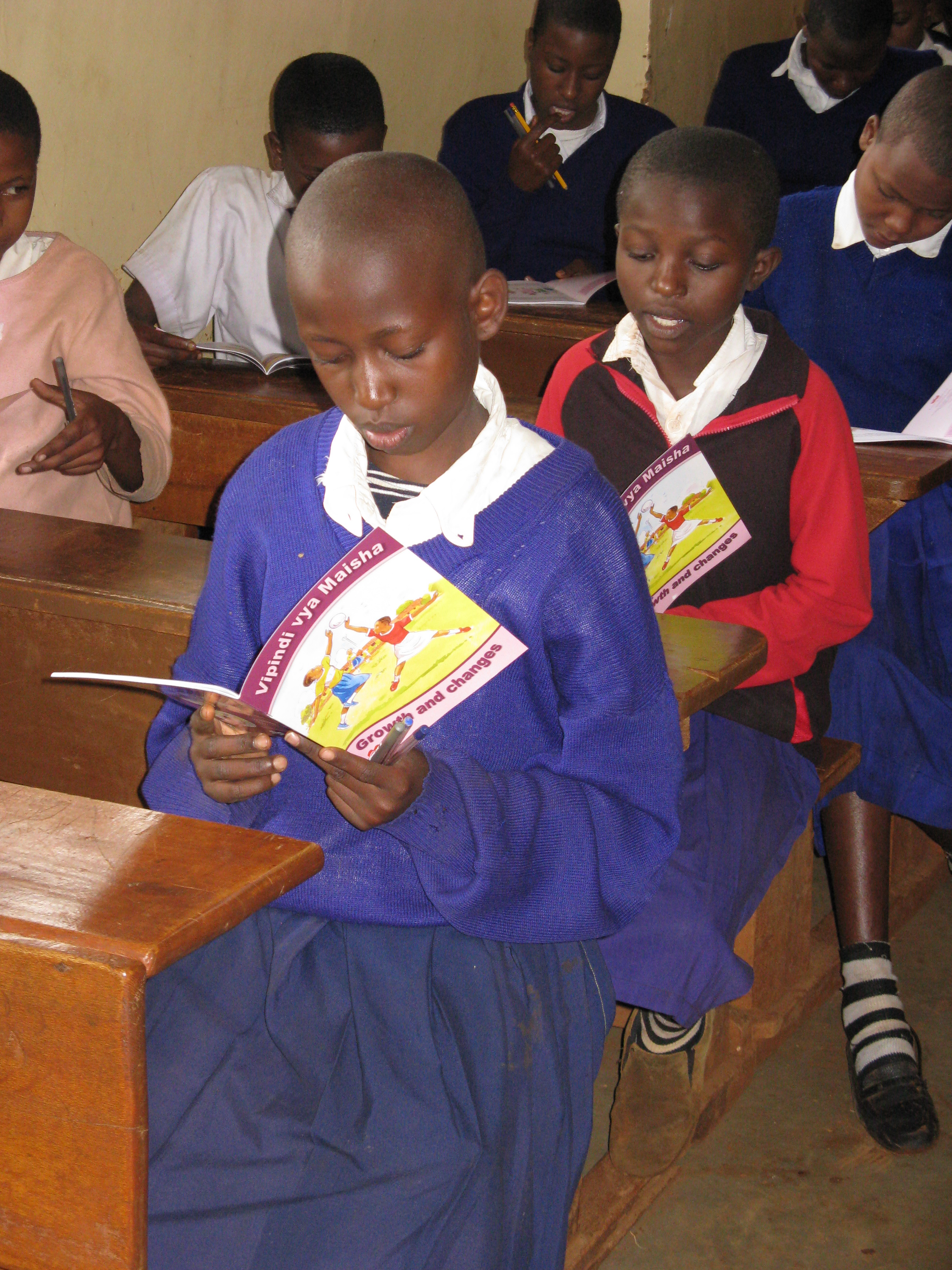
آموزش بهداشت در مدرسه برای دختران و پسران (عکس از مارنی سامر)

بهداشتِ قاعدگی (به انگلیسی: Menstrual Hygiene) یک جنبهٔ اساسی بهداشت زنان و مربوط به دورهٔ بین شروع چرخهٔ قاعدگی و یائسگی است. بهداشت قاعدگی از عوامل مؤثر در توانمندسازی و رفاه زنان و دختران در سراسر جهان محسوب می‌شود. بر اساس آمار بانک جهانی در سال ۲۰۱۸ میلادی، حداقل ۵۰۰ میلیون زن و دختر در سرتاسر جهان فاقد دسترسی مناسب به محصولاتِ بهداشتِ قاعدگی هستند.

## راهنمای مواد بهداشتی قاعدگی

### پد قاعدگی قابل شست‌وشو
پدهای قابل استفاده مجدد در قسمت بیرونی بدن در لباس زیر پوشیده می‌شوند و برای جذب جریان قاعدگی و معمولاً به وسیله یک سنجاق در جای خود نگه داشته می‌شود.این گونه از پدها از انواع مواد طبیعی یا مصنوعی ساخته شده‌اند و به مدت یکسال با شستن و خشک کردن آن می‌توان از آنها استفاده شود.

## روز بهداشت قاعدگی
هرساله در تاریخ ۲۸ مه، روز بهداشت قاعدگی گرامی داشته می‌شود. این روز نمادین یک بستر جهانی است تا با ایجاد آگاهی در مورد نقش اساسی که بهداشت خوب قاعدگی در توانمندسازی زنان و دختران ایفا می‌کند، کمک کند.

## بهداشت زنان در زندان
شامل در دسترس بودن و استفاده از تامپون‌ها، نوارهای بهداشتی و محصولات مشابه توسط زنان زندانی است. بسیاری از زندانیان زن از نقاط مختلف جهان مدعی‌اند که در تأمین این محصولات کم‌کاری می‌کنند. یا اینکه مقامات زندان از این محصولات به عنوان اهرم قدرت برای کنترل بر زندانیان استفاده کرده‌اند.

### آریزونا
در آریزونا، کمپین #LetItFlow منجر به صدور اعلامیه وزارت امور خارجه آریزونا شد تغییر سیاست فوری در مورد تخصیص محصولات بهداشتی در زندان‌ها را درخواست می‌کند.

### ویرجینیا
در سال ۲۰۱۸، اداره اصلاحات ویرجینیا سیاست جدیدی را برای جلوگیری از حضور زنان در زندان‌های دولتی با استفاده از تامپون یا فنجان قاعدگی اعلام کرد، اما پس از آن با اعتراض عمومی مخالفت کرد.

### فدرال
بر اساس قانون فرست‌استپ، در حال حاضر اداره فدرال زندان‌ها باید چنین محصولاتی را در مقادیر مناسب، به صورت رایگان به زندانیان ارائه کند.